# レフ板

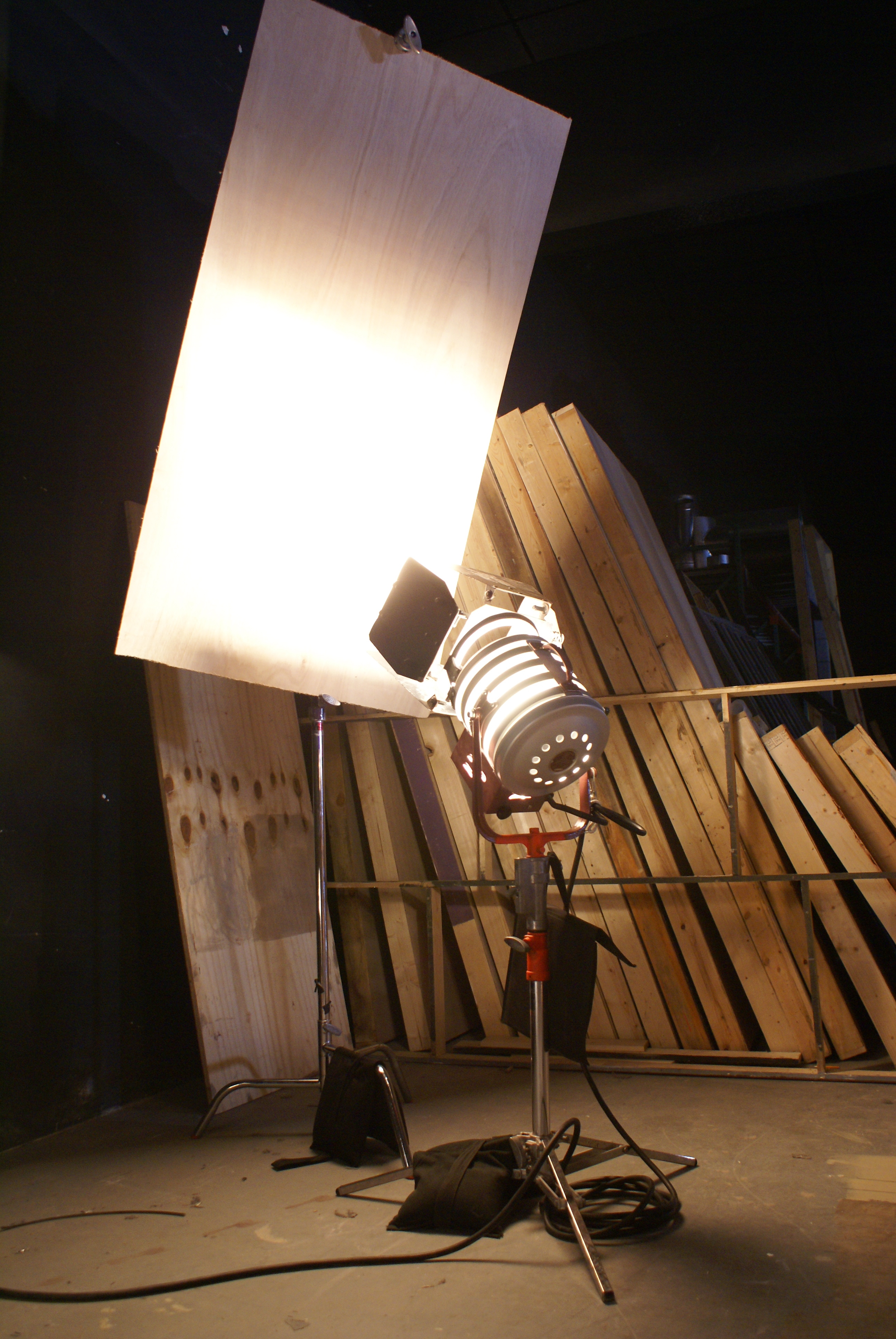
レフ板の一種

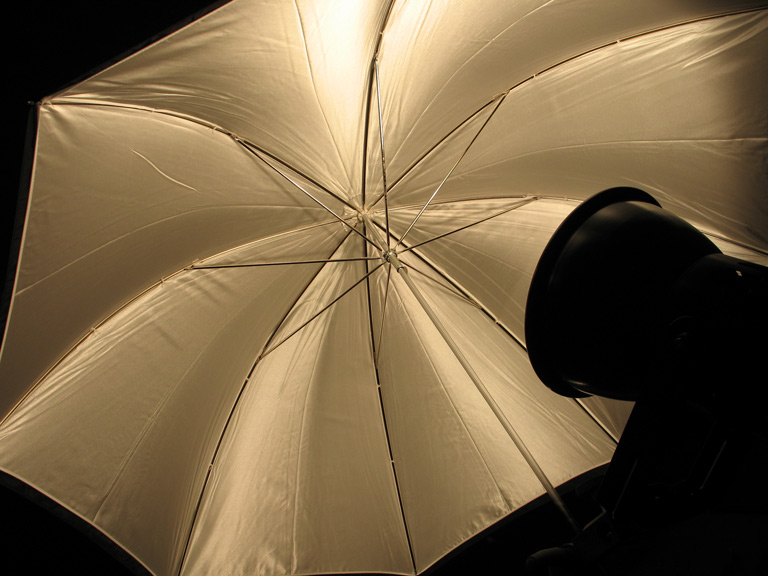
パラソル型

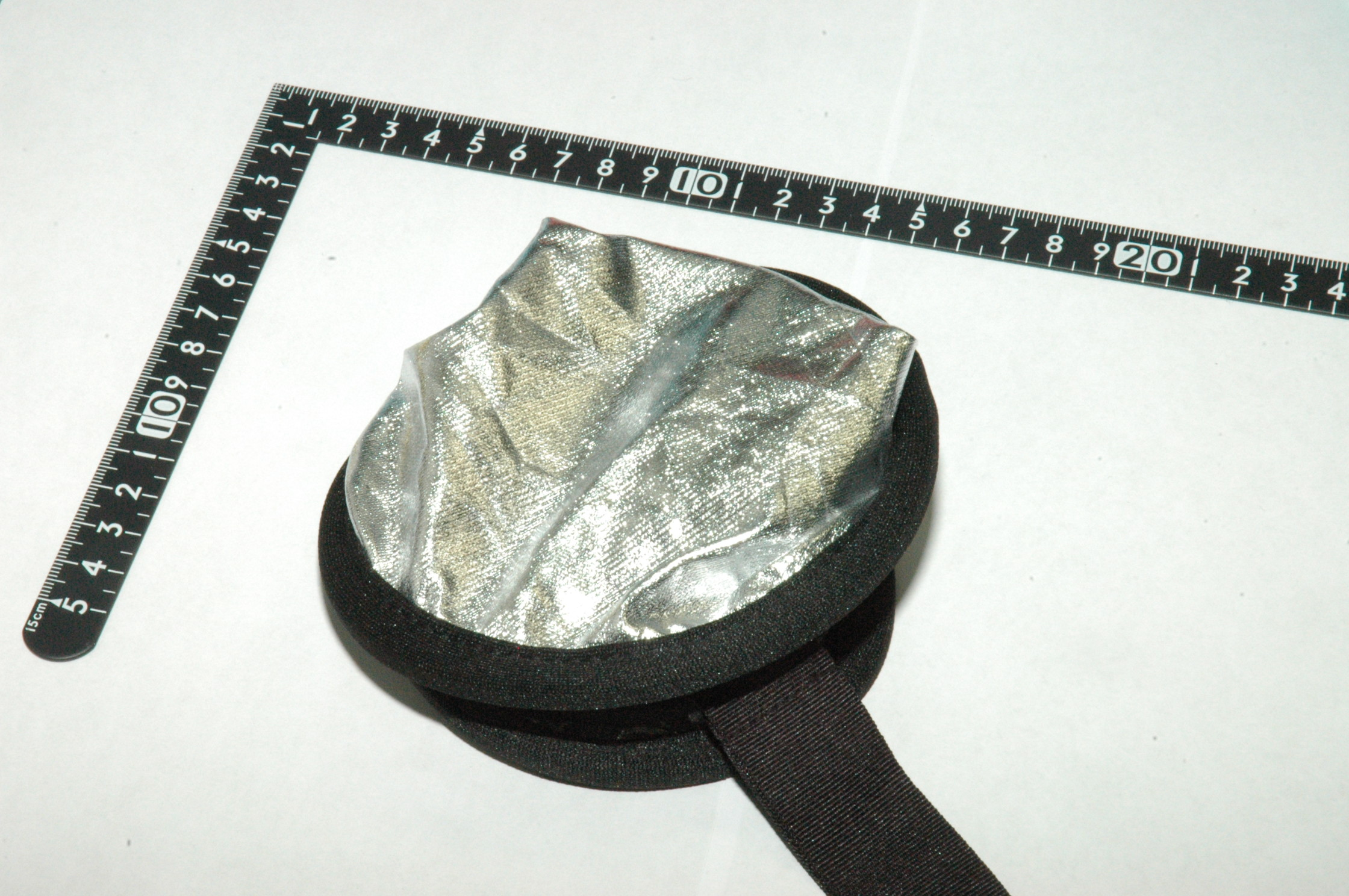
持ち運びができるレフ板。折りたたむと小さくなるため携帯性が高い。

レフ板（レフばん、英: board reflector）は、撮影の被写体に光を反射させる板。乱反射鏡の一種である。主に写真、映画、テレビの撮影で用いられる。レフは反射を表すreflexのドイツ語読み、レフレックスから。
カメラを用いた撮影を行う場合、太陽光や人工照明などの光源があり、それからの直接光以外に、その光線を反射させて間接光として利用することがある。そのためには一定の反射率を持つ素材を扱いやすい形状に加工する必要がある。
シーツのような白い布を用いたり、カポックと称される発泡スチロール板を利用することもあるが、大きくなればロケーションなどでの可搬性や機動力は乏しくなり、それに向くものが既製品のレフ板である。
反射材となる布を金属製または樹脂製の枠に張り付けたもので、分解或いは折り畳むことが可能なものが多い。
円形の丸レフは枠が容易に変形し、ねじって折り畳むことが出来る。四角形のロールレフは枠が4本の中空パイプを組み立てたもので、不要の際には枠を分解して反射材であった布で巻き取って持ち運びが出来る。
布は白色、銀色、金色、青銀色などの反射率の高いものの他、薄手の白色である程度光を透過させる素材のものも用いられる。また片面ごとに色が異なるものもある。
透過素材のものは強い太陽光線を遮り、直射日光を柔らかい光に変えるために用いるディフューザの役割を果たす。或いは不透明なものを用いて被写体に影を作ることもある。
本来の用途とは異なるが、フレアやゴーストを引き起こす有害光を遮るためにカメラにかざす使用法もある。ハレ切りとも呼ばれる。
野外でのポートレイト撮影を行う際の一般的な使用方法としては、逆光の状態になるよう被写体を太陽を背にして立たせ、後方からの光線を前方で反射させて、顔及び前面を照らす。これにより順光状態で発生する強い陰影を防ぐことが出来る。
更に瞳に映り込むレフ板がキャッチライトとなり、表情が活き活きとしてみえる効果もある。なおレフ板の形状がそのままキャッチライトの形となるため、それにより撮影された映像の印象が異なる。
反射面の色の選択は、光線状態や撮影意図によって行う。反射率の高い銀色系は曇天時の集光に役立つ反面、晴天時では強すぎ、映像的にはコントラストが強くなり、またモデルにとっては眩しく瞳孔が縮まってしまう。その際は反射率の低い白色系を用い、低コントラストの柔らかい光線とするのが良いとされる。
森林など周りからの照り返し光の影響で緑色の色かぶりが起きることがあるが、それを打ち消すために金系を用いるテクニックもある。
同じレフレックスという言葉が語源に有る一眼レフカメラの内蔵部品、レフレックスミラーがレフ板と呼ばれるケースが有るが、誤用である。レフ板が間接光を作るものであるのに対し、レフレックスミラーはフィルムに結像する光をそのままファインダーに伝えるためのものであり、用途が全く異なる。